# Vittorio Emiliani
Vittorio Emiliani (Predappio, 1º dicembre 1935) è un giornalista, scrittore, saggista e politico italiano; è stato consigliere d'amministrazione della Rai.

## Biografia
Nato a Predappio, nell'Appennino forlivese, si trasferisce con la famiglia prima a Cervia, poi a Urbino, dove trascorre tutta l'infanzia. Successivamente vive a Copparo (FE), quindi si trasferisce a Voghera. Nel centro dell'Oltrepò Pavese vive l'esordio della carriera giornalistica, dapprima come redattore del settimanale Il Cittadino, poi come direttore di Ateneo Pavese giornale dell'Organismo Rappresentativo Universitario di Pavia. Collabora con i periodici nazionali Comunità, Il Mondo di Mario Pannunzio e l'Espresso, poi passa alla stampa quotidiana: è inviato del Giorno.
Nel 1974 viene chiamato a Roma per fare l'inviato del Messaggero. Sale tutti i gradini della gerarchia professionale, da caposervizio a caporedattore centrale, fino a diventare direttore responsabile, carica che ricopre dal 1981 al 1987. Sotto la sua direzione il quotidiano romano si guadagna l'appellativo di "giornale laico", coltivando comunque un canale di comunicazione privilegiato con il Vaticano: tant'é che Emiliani viene anche ricevuto in udienza privata da Papa Giovanni Paolo II, insieme al collega Mario De Gaudio. Successivamente è collaboratore del supplemento culturale del Sole 24 Ore ed editorialista del Messaggero, del Tempo, del Secolo XIX e dell'Unità.
Parallelamente al lavoro di giornalista, Emiliani svolge l'attività di scrittore. È autore di opere di vario genere, tra cui I tre Mussolini (Emiliani e Mussolini sono nati nella stessa città) e Benedetti maledetti socialisti. Emiliani si è iscritto al PSI nel 1958 ed è stato eletto deputato nel 1994 nelle file dei Progressisti, come socialista (poi aderisce alla Federazione Laburista). Nel 1989 ha avuto la prima esperienza in televisione come conduttore di un'inchiesta che avrebbe poi riassunto nel volume Se crollano le torri (Rizzoli, 1990). 
Il 3 febbraio 1998 viene nominato consigliere del CdA della RAI. A questa esperienza ha dedicato il volume Affondate la Rai. Viale Mazzini prima e dopo Berlusconi.
È stato membro del CdA dell'Accademia Nazionale di Santa Cecilia, gestione dei concerti. Ha presieduto la Fondazione Rossini di Pesaro dal 1990 al 1995.
Nel 2014 ha espresso posizioni vicine ai No Cav sottoscrivendo l'appello contro le cave in difesa del Pizzo d'Uccello (Alpi Apuane).
Nel 2016 firma l'appello de Il Fatto Quotidiano a sostegno delle ragioni per il "No" per il referendum costituzionale sulla riforma Renzi-Boschi.

## Opere
- (a cura di) Ravenna una capitale. Storia, costumi e tradizioni (con Tino Dalla Valle), Bologna, Alfa, 1965
- Sessant'anni di elezioni in una città padana 1901-1964, Alfa, Bologna 1966
- (a cura di) Vivere da anarchici (antologia di Armando Borghi), Alfa, Bologna 1966
- Gli anarchici, Bompiani 1973
- L'Italia mangiata. lo scandalo degli enti inutili, Einaudi 1977;
- Il Paese dei Mussolini, Giulio Einaudi editore, Torino, 1985, ISBN 88-06-05771-5
- La crisi dei comuni, Laterza, Roma 1988
- Le mura di Urbino, Camunia editrice, Milano, 1989, ISBN 88-7767-038-X
- Se crollano le torri. Inchiesta su beni e mali culturali, Rizzoli, Milano, 1990, ISBN 88-17-84069-6
- Il balen del suo sorriso - Tra Loggione e Platea, Nuova Alfa Editoriale, Bologna, 1989, ISBN 88-7779-104-7
- Libertari di Romagna. Vite di Costa, Cipriani, Borghi, Longo Angelo editore, Ravenna, 1995, ISBN 88-8063-040-7
- I tre Mussolini. Luigi Alessandro Benito, Baldini&Castoldi, Milano, 1997, ISBN 88-8089-367-X
- Gli anni del "Giorno", il quotidiano del signor Mattei, Baldini&Castoldi, Milano, 1998, ISBN 88-8089-400-5
- Benedetti, maledetti socialisti, Baldini&Castoldi, Milano, 2001, ISBN 88-8089-996-1
- Il villaggio della musica, Castelvecchi & Cooper, 2002 (sul nuovo Auditorium di Roma)
- Affondate la Rai. Viale Mazzini prima e dopo Berlusconi, Garzanti, 2002, ISBN 88-11-74036-3
- L'enigma di Urbino. La città scomparsa, Nino Aragno editore, 2004, ISBN 88-8419-138-6
- Mille borghi cento città un paese, con Coscetta Pino, Sanfilippo Mario, minerva edizioni, 2006
- (a cura di) L'Italia rovinata dagli Italiani - Scritti di Leonardo Borgese, Rizzoli, Milano, 2005, ISBN 88-17-00907-5
- Il furore e il silenzio. Vite di Gioacchino Rossini, il Mulino, Bologna, 2007, ISBN 978-88-15-11616-1
- Orfani e bastardi. Milano e l'Italia viste dal "Giorno", Donzelli editore, Roma, 2009, ISBN 978-88-6036-411-1
- (a cura di) Il riscatto dell'Agro - L'agricoltura a difesa del paesaggio, assessorato alla agricoltura della Regione Lazio, Minerva edizioni, Bologna, 2009, ISBN 978-88-7381-296-8.
- Vitelloni e Giacobini - Voghera/Milano tra dopoguerra e "boom", Donzelli editore, Roma, 2009, ISBN 978-88-6036-313-8
- (a cura di) Italo Pietra 1911-2011, Guardamagna editori in Varzi, ISBN 978-88-95193-64-9
- Il fabbro di Predappio. Vita di Alessandro Mussolini, Il Mulino, 2011.
- Belpaese Malpaese - Dai taccuini di un cronista 1959-2012, Bononia University Press, 2012, ISBN 978-88-7395-736-2
- (a cura di) Di tanti palpiti - Teatri storici in Emilia-Romagna, Lombardia, Marche, Toscana e Lazio, Minerva edizioni, Bologna, 2012, ISBN 978-88-7381-471-9
- Cronache di piombo e di passione - L'altro "Messaggero". Un giornale laico sulle rive del Tevere (1974 - 1987), Donzelli editore, Roma, 2013, ISBN 978-88-6036-995-6.
- Romagnoli e romagnolacci. Cento e più ritratti di personaggi della Romagna dell'altro ieri, di ieri e di oggi, Minerva edizioni, Bologna, 2014, ISBN 978-88-7381-586-0.
- Cinquantottini. L'Unione goliardica italiana e la nascita di una classe dirigente, Marsilio editori, Venezia, 2016, ISBN 978-88-317-2348-0.
- Lo sfascio del belpaese. Beni culturali e paesaggio da Berlusconi a Renzi, Edizioni Solfanelli, Chieti-Roma, 2017, ISBN 978-88-7497-653-9.
- Roma capitale malamata, Il Mulino, Bologna, 2018, ISBN 978-88-15-27909-5.